# 세르히오 가르시아 (축구 선수)
세르히오 가르시아 데 라 푸엔테(Sergio Garcia de la Fuente, 1983년 6월 9일 ~ )는 스페인의 전 축구 선수로 현역 시절 포지션은 윙어였으며 카탈루냐 대표팀 최다 출전 및 최다 득점 기록 보유자이다.

## 클럽 경력
세르히오 가르시아는 스페인 카탈루냐주 바르셀로나에서 태어났으며 FC 바르셀로나 유소년 팀에 입단했다. 이후 바르셀로나의 시스템을 차근차근 거치며 올라왔으며 FC 바르셀로나 B에서 활동할 당시 세군다 디비시온 B에서 가공할 만한 득점력을 보여주었다. 2002년 10월 29일 열린 클뤼프 브뤼허 KV와의 UEFA 챔피언스리그 경기에서 1군 데뷔경기를 치렀다. 2003년 9월 3일 열린 세비야 FC와의 경기에서 라리가 첫 경기를 치렀다.
2004-05 시즌을 앞두고 라리가의 레반테 UD로 임대되었다. 2004년 10월 3일 열린 RCD 마요르카와의 경기에서 첫 골을 기록했다. 레반테 임대 기간 동안 32경기 출전 7득점을 기록했다.
2005-06 시즌을 앞두고 레알 사라고사로 이적했다. 2007-08 시즌 세르히오 가르시아는 라리가의 38경기에 모두 출전하는 기록을 남겼다. 하지만 팀은 리그 18위로 강등되었다.
팀의 강등으로 여러 팀들과 이적설이 나왔고, 2008-09 시즌을 앞두고 레알 베티스로 이적했다. 2008년 9월 27일 열린 레알 마드리드와의 경기에서 베티스 입단 후 첫 골을 기록했다. 2009년 1월 18일 열린 레알 바야돌리드와의 경기에서는 1골 1도뭉을 올리며 팀의 3-1승리를 이끌었다. 2009년 4월 4일 열린 CD 누만시아와의 경기에서 득점 후 골 세레머니를 하던 도중 부상을 당했다. 이 부상으로 세르히오는 1달간 출전을 하지 못했다. 2008-09 시즌 세르히오는 32경기 10골을 기록했지만 팀은 18위로 강등되었다. 팀이 강등되었음에도 베티스에 잔류했으며 2009-10시즌 35경기 12골을 넣는 활약을 펼쳤다. 하지만 팀은 라리가로 승격에 실패했다.
2010-11 시즌을 앞두고 RCD 에스파뇰로 이적했다. 에스파뇰 이적 이후 15경기 동안 무득점에 시달렸으나 2011년 1월 9일 열린 레알 사라고사와의 경기에서 에스파뇰 입단 후 첫 골을 터뜨렸다.2010-11 시즌 총 25경기 출전 3득점에 그치고 말았다. 하지만 2011-12 시즌과 2012-13 시즌에는 각각 7득점씩을 하며 제 몫을 해냈다. 세르히오는 2013년, 에스파뇰의 주장으로 선임되었다. 2013년 11월 24일 열린 라요 바예카노와의 경기에서 개인 통산 첫 해트트릭을 기록하며 팀의 4-1 승리를 이끌었다. 2013-14 시즌에는 14득점을 기록하면서 에스파뇰 입단 후 처음으로 한 시즌 10득점을 기록했다.
2015-16 시즌을 앞두고 카타르 스타스 리그의 알라이얀 SC로 이적했다. 2015년 9월 11일 열린 알사일리야 SC와의 경기에서 카타르 무대 데뷔전을 치렀다. 2015년 10월 2일 알메사이미르 SC와의 경기에서 알라이얀 이적 후 첫 골을 넣었다. 2015-16 시즌 알라얀이 카타르 스타스 리그 우승을 차지하면서 프로 통산 첫 우승을 경험했다. 세르히오는 24경기 출전 16골이라는 놀라운 기록으로 알라이얀의 우승에 일조했다. 2015-16 시즌 우승으로 소속팀은 2017년 AFC 챔피언스리그 무대에 나서게 되었다. 세르히오는 2017년 3월 14일 열린 페르세폴리스 FC와의 조별리그 경기에서 아시아 챔피언스리그 첫 득점을 하며 팀의 3-1 승리에 공헌했다.
2017-18 시즌을 앞두고 RCD 에스파뇰로 복귀했다. 2018-19 시즌을 마친 후 에스파뇰에서 퇴단했다.

## 국가대표팀 경력
2002년 UEFA U-19 축구 선수권 대회에 참여하는 스페인 U-19 대표팀에 선발되었다. 대회 조별리그 3차전 슬로바키아와의 경기에서 1-1 균형을 맞추는 동점골을 성공시키며 팀의 2-1 역전승에 초석을 놓았다.
2003년 FIFA 세계 청소년 축구 선수권 대회에 참여했다. 세르히오는 조별리그 2차전 말리와의 경기에서 페널티킥으로 득점하면서 팀의 2-0 승리에 마침표를 찍었다. 또한 16강전 파라과이와의 경기에서는 결승골을 득점하며 팀의 8강행을 이끌었다.
성인 대표팀과는 인연이 없었으나 UEFA 유로 2008 대회를 앞두고 보얀 크르키치를 대신해 스페인 대표팀에 선발되었다. 2008년 5월 31일 열린 페루와의 평가전에서 스페인 대표팀 데뷔전을 치렀다. UEFA 유로 2008 대회에서는 조별리그 그리스와의 경기에 출전했으며 이 경기에서 풀타임을 소화했다.

## 수상

### 팀

#### 알라이얀 SC
- 카타르 스타스 리그 우승: 2015-16

#### 스페인 U-19/U-20
- UEFA U-19 축구 선수권 대회 우승: 2002
- FIFA U-20 월드컵 준우승: 2003

#### 스페인
- 유로 우승: 2008